# Super Bowl LVI
Match précédent Match suivant
Le Super Bowl LVI est un match de football américain constituant la finale de la saison 2021 de la National Football League (NFL). Il est joué le 13 février 2022 au SoFi Stadium à Inglewood dans l'État de Californie aux États-Unis. Il s'agit de la 56e édition du Super Bowl et le 8e joué dans la région de Los Angeles, le dernier ayant été le Super Bowl XXVII (saison 1992) joué au Rose Bowl.
Le match met en présence les Rams de Los Angeles, champions de la National Football Conference (NFC), et les Bengals de Cincinnati, champions de l'American Football Conference (AFC). Ce stade étant celui des matchs à domicile des Rams, il s'agit du deuxième Super Bowl consécutif à présenter une équipe jouant dans son propre stade. Les deux équipes ayant toutes deux été classées quatrièmes de leur conférence au terme de la saison régulière, ce match est le premier Super Bowl de l'histoire de la NFL disputé sans au moins une équipe figurant parmi les trois premières d'une conférence.
Le match est retransmis en télévision sur la chaîne NBC. Les Rams gagnent le match 23 à 20. Ils remportent le deuxième Super Bowl de leur histoire et leur premier comme équipe basée à Los Angeles. Ils avaient en effet remporté le Super Bowl XXXIV (saison 1999) sous le nom des Rams de Saint-Louis et leur dernière apparition était au Super Bowl LIII (saison 2018). Le wide receiver des Rams Cooper Kupp est désigné meilleur joueur du Super Bowl LVI après avoir marqué deux touchdowns, dont un au quatrième quart temps donnant la victoire aux Rams.

## Procédure de désignation du lieu du match
Contrairement aux précédentes sélections, il n'y a pas eu d'appel à candidature pour l'organisation du Super Bowl LVI. Les sites choisis le 24 mai 2016 pour les Super Bowl LIII, LIV et LV faisaient partie d'un ensemble de candidatures émanant des villes d'Atlanta, de Miami, de Los Angeles et de Tampa Bay. Atlanta a reçu le Super Bowl LIII, Miami le Super Bowl LIV et Los Angeles (qui avait décliné l'organisation du Super Bowl LIV et qui n'était pas éligible pour le Super Bowl LIII) le Super Bowl LV.
Le 18 mai 2017, les autorités de Los Angeles annoncent que l'inauguration du SoFi Stadium prévue avant le début de la saison 2019 était reportée d'un an. Le 23 mai 2017, à l'occasion de la réunion des propriétaires des franchises NFL à Chicago, la ligue décide dès lors de réattribuer le Super Bowl LV à Tampa Bay et de confier le Super Bowl LVI à Los Angeles.
En vertu de la convention collective signée par la ligue et l'association des joueurs (National Football League Players Association) en mars 2020, la saison régulière 2021 sera la première à pouvoir compter 17 journées. De ce fait, le Super Bowl LVI est reporté d'une semaine et se déroulera dès lors le 13 février 2022,,.

## Le stade
Le SoFi Stadium (ou Los Angeles Stadium at Hollywood Park pendant sa phase de construction), est situé à Inglewood dans le comté de Los Angeles en Californie. Il est bâti sur le site de l'ancien hippodrome de Hollywood Park, à environ 5 km de l'Aéroport international de Los Angeles et à côté du Forum d'Inglewood.
Deux clubs de la National Football League (NFL) y ont élu leur résidence : les Rams et les Chargers de Los Angeles.
Le stade a été conçu par la société HKS. Il comporte un toit fixe et translucide en « ETFE », conçu pour couvrir à la fois le stade proprement dit et une place adjacente réservée aux piétons. Il possède des côtés ouverts. Un autre élément de sa conception est "l'Oculus", un écran vidéo de forme ovale à double face qui est suspendu au toit au-dessus du terrain. L'écran possède un affichage vidéo en haute définition (UHD 4K) et mesure 110 mètres de long sur 15 mètres de haut. Les images diffusées sont visibles des deux côtés (sur les surfaces intérieures et extérieures).
Le stade peut accueillir jusqu'à 70 240 spectateurs pour la plupart des événements mais la capacité peut être augmentée de 30 000 sièges supplémentaires pour les événements plus importants. Sa pelouse est artificielle type Matrix Turf.
Le stade tire son appellation de la société financière SoFi qui en a acquis les droits dans le cadre d'un accord de 20 ans évalué à plus de 30 millions de dollars par an. La société est également partenaire officiel des Rams et des Chargers.
Le stade accueille les matchs à domicile de ces deux équipes mais également des matchs de NCAA, ainsi que des concerts et divers spectacles dont le WrestleMania. Il devrait accueillir des épreuves des jeux olympiques 2028 et éventuellement des matchs de la coupe du monde de football 2026.

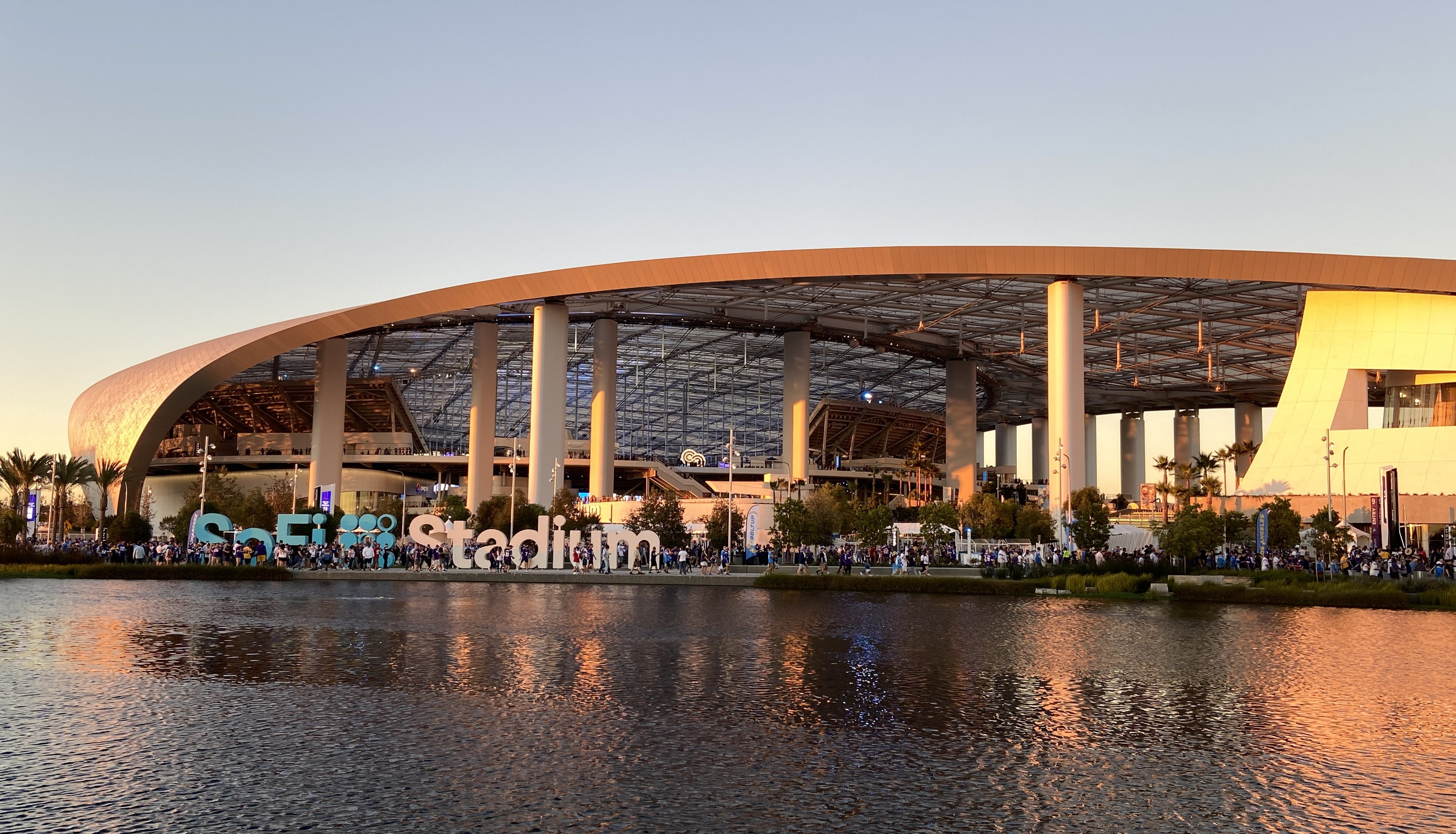
Vue latérale.
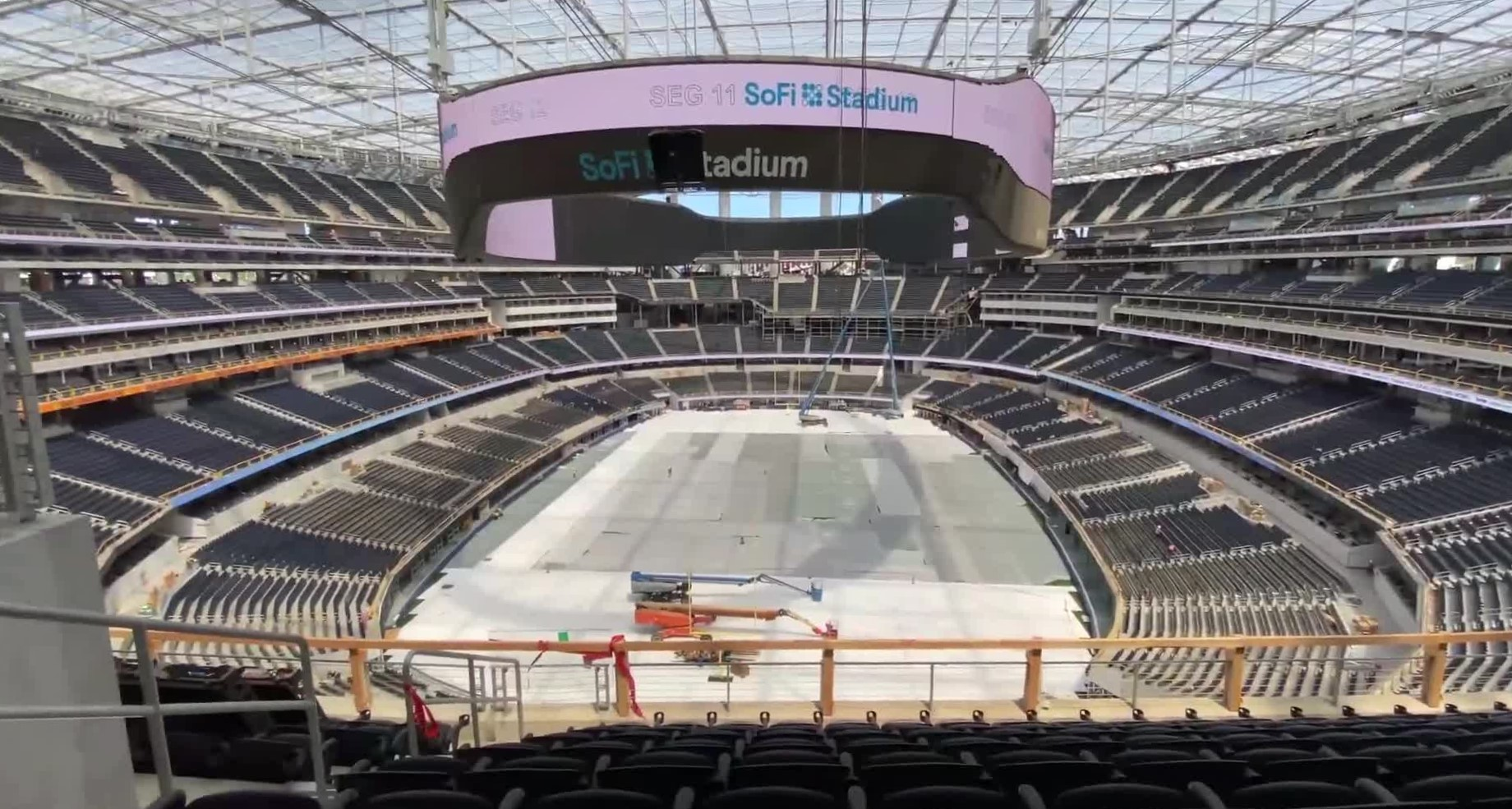
Vue intérieure.

## Présentation du match
Mickey Guyton est la première chanteuse noire de musique country à interpréter l'hymne national The Star-Spangled Banner à l'occasion du Super Bowl. America the Beautiful est interprété par la chanteuse Jhené Aiko.
Le groupe Mary Mary accompagné de l'ensemble Youth Orchestra of Los Angeles interprète également Lift Every Voice and Sing considéré comme l'hymne national noir aux États-Unis.
Le Super Bowl LVI est le premier Super Bowl à se jouer le deuxième dimanche du mois de février, conséquence d'une saison régulière disputée pour la première fois en 17 matchs.
Les Rams sont la première franchise NFL à accueillir dans leur propre stade à la fois sur la même saison une finale de conférence et un Super Bowl.
Les Rams sont également la seconde franchise à disputer un Super Bowl dans leur propre stade après les Buccaneers de Tampay Bay la saison précédente. Cependant, ils sont désignés comme équipe visiteuse en fonction du respect de l'alternance au niveau des conférences AFC/NFC dans la désignation des équipes jouant « à domicile et en extérieur ». Ils pourront cependant utiliser leurs propres vestiaires, les Bengals utilisant ceux habituellement occupés par les Chargers de Los Angeles (franchise partageant le Sofi Stadium avec les Rams).
Les Rams joueront leur deuxième Super Bowl dans leur région après le Super Bowl XIV de 1979 joué au Rose Bowl de Pasadena.
Avec Sean McVay âgé de 36 ans et Zac Taylor âgé de 38 ans, le Super Bowl LVI réunit la paire d'entraîneurs la plus jeune de l'histoire du Super Bowl. C'est également le premier Super Bowl où les deux entraîneurs ont moins de 40 ans. Ceux-ci étaient également les deux entraîneurs les plus jeunes de la Ligue au cours de la saison 2021. Taylor faisait partie du staff d'entraîneurs des Rams dirigé par McVay de 2017 à 2018. Il est ensuite engagé comme entraîneur principal de Cincinnati après le Super Bowl LIII. Le tacle offensif de 40 ans des Rams, Andrew Whitworth, sera le premier joueur d'un Super Bowl à être plus âgé que les deux entraineurs principaux y participant.
Il s'agit du deuxième Super Bowl (avec le 50) où les deux quarterbacks titulaires ont été sélectionnés en premier choix global lors d'une draft de la NFL. Joe Burrow est également le quarterback ayant atteint un Super Bowl plus rapidement que n'importe quel autre quarterback ayant été sélectionné en premier choix d'une draft puisqu'il réalise cet exploit au terme de sa deuxième saison NFL.

## Les équipes
| Équipes                                                                                       | Conférences | Divisions | Entraîneurs | Bilan de saison régulière |
| --------------------------------------------------------------------------------------------- | ----------- | --------- | ----------- | ------------------------- |
| Bengals de Cincinnati                                                                         | AFC         | AFC North | Zac Taylor  | 10-7                      |
| Rams de Los Angeles                                                                           | NFC         | NFC West  | Sean McVay  | 12-5                      |
| - Arbitre : Ron Torbert (en) - Équipe donnée favorite par les bookmakers : Rams par 4½ points |             |           |             |                           |

|  | Finales de conférence                                     | Finales de conférence                                     |                              |    | Super Bowl LVI                                       | Super Bowl LVI                                       |
|  | Finales de conférence                                     | Finales de conférence                                     |                              |    | Super Bowl LVI                                       | Super Bowl LVI                                       |
|  |                                                           |                                                           |                              |    |                                                      |                                                      |
|  | 30 janvier 2022, Arrowhead Stadium, Kansas City, Missouri | 30 janvier 2022, Arrowhead Stadium, Kansas City, Missouri |                              |    | 13 février 2022, SoFi Stadium, Inglewood, Californie | 13 février 2022, SoFi Stadium, Inglewood, Californie |
|  | 30 janvier 2022, Arrowhead Stadium, Kansas City, Missouri | 30 janvier 2022, Arrowhead Stadium, Kansas City, Missouri |                              |    | 13 février 2022, SoFi Stadium, Inglewood, Californie | 13 février 2022, SoFi Stadium, Inglewood, Californie |
|  | #2 AFC Chiefs de Kansas City                              | 24                                                        |                              |    | 13 février 2022, SoFi Stadium, Inglewood, Californie | 13 février 2022, SoFi Stadium, Inglewood, Californie |
|  | #2 AFC Chiefs de Kansas City                              | 24                                                        |                              |    | 13 février 2022, SoFi Stadium, Inglewood, Californie | 13 février 2022, SoFi Stadium, Inglewood, Californie |
|  | #4 AFC Bengals de Cincinnati                              | 27                                                        |                              |    | 13 février 2022, SoFi Stadium, Inglewood, Californie | 13 février 2022, SoFi Stadium, Inglewood, Californie |
|  | #4 AFC Bengals de Cincinnati                              | 27                                                        | #4 AFC Bengals de Cincinnati | 20 |                                                      |                                                      |
|  | 30 janvier 2022, SoFi Stadium, Inglewood, Californie      |                                                           | #4 AFC Bengals de Cincinnati | 20 |                                                      |                                                      |
|  |                                                           | #4 NFC Rams de Los Angeles                                | 23                           |    |                                                      |                                                      |
|  | #6 NFC 49ers de San Francisco                             | #4 NFC Rams de Los Angeles                                | 23                           | 17 |                                                      |                                                      |
|  | #6 NFC 49ers de San Francisco                             |                                                           |                              | 17 |                                                      |                                                      |
|  | #4 NFC Rams de Los Angeles                                | 20                                                        |                              |    |                                                      |                                                      |
|  | #4 NFC Rams de Los Angeles                                | 20                                                        |                              |    |                                                      |                                                      |

### Rams de Los Angeles
Les Rams de Los Angeles sont la deuxième équipe à disputer un Super Bowl dans son propre stade après les Buccaneers de Tampa Bay au terme de la saison 2020. Les Rams sont cependant considérés comme l'équipe visiteuse et ils choisissent de jouer le match avec un nouvel uniforme composé d'un maillot blanc et d'un pantalon jaune,.
Dirigés pour la 5e année consécutive par l'entraîneur principal Sean McVay, ils terminent la saison régulière avec un bilan de 12 victoires pour 5 défaites. Ils participent à leur 5e Super Bowl (bilan de 1 victoire pour 3 échecs), le 3e lorsque la base de la franchise est située à Los Angeles et le 2e sous les ordres de  McVay. La franchise a également remporté 2 finales du championnat NFL (avant l'ère du Super Bowl), la première en 1945 sous le nom des Rams de Saint-Louis et le second en 1951 lors du premier séjour de la franchise à Los Angeles (voir tableaux ci-dessous).
| Édition               | Date             | Lieu                                          | Adversaire             | G/P | Score | Quarterback       | Entraîneur        |
| --------------------- | ---------------- | --------------------------------------------- | ---------------------- | --- | ----- | ----------------- | ----------------- |
| NFL Championship 1945 | 16 décembre 1945 | Cleveland Stadium, Cleveland, Ohio            | Redskins de Washington | G   | 15-14 | Bob Waterfield    | Adam Walsh        |
| NFL Championship 1949 | 18 décembre 1949 | Los Angeles Memorial Coliseum, LA, Californie | Eagles de Philadelphie | P   | 00-14 | Bob Waterfield    | Clark Shaughnessy |
| NFL Championship 1950 | 24 décembre 1950 | Cleveland Stadium, Cleveland, Ohio            | Browns de Cleveland    | P   | 28-30 | Bob Waterfield    | Joe Stydahar      |
| NFL Championship 1951 | 23 décembre 1951 | Los Angeles Memorial Coliseum, LA, Californie | Browns de Cleveland    | P   | 24-17 | Norm Van Brocklin | Joe Stydahar      |
| NFL Championship 1955 | 26 décembre 1955 | Los Angeles Memorial Coliseum, LA, Californie | Browns de Cleveland    | P   | 14-38 | Norm Van Brocklin | Sid Gillman       |

| Édition  | Saison | Date            | Lieu                                                | Adversaire                         | G/P | Score | Quarterback(s)       | Entraîneur   |
| -------- | ------ | --------------- | --------------------------------------------------- | ---------------------------------- | --- | ----- | -------------------- | ------------ |
| SB XIV   | 1979   | 20 janvier 1980 | Rose Bowl, Pasadena, Californie                     | Steelers de Pittsburgh             | P   | 19-31 | Vince Ferragamo (en) | Ray Malavasi |
| SB XXXIV | 1999   | 30 janvier 2000 | Georgia Dome, Atlanta, Georgie                      | Titans du Tennessee                | G   | 23-16 | Kurt Warner          | Dick Vermeil |
| SB XXXVI | 2001   | 3 février 2002  | Louisiana Superdome, La Nouvelle-Orléans, Louisiane | Patriots de la Nouvelle-Angleterre | P   | 17-20 | Kurt Warner          | Mike Martz   |
| SB LIII  | 2018   | 3 février 2019  | Mercedes-Benz Stadium, Atlanta, Géorgie             | Patriots de la Nouvelle-Angleterre | P   | 03-13 | Jared Goff           | Sean McVay   |

Après la défaite au Super Bowl LIII, le quarterback Jared Goff subit une baisse de régime ce qui induit de vives tensions avec son entraîneur. Avant le début de la saison 2021, il est échangé aux Lions de Détroit contre le quarterback vétéran Matthew Stafford (12 saison NFL) et deux choix de 1er tour et un choix de 3e à la draft. Choisi en tout premier choix lors de la draft 2009 de la NFL par les Lions, Stafford n'avait terminé que 3 saisons avec un bilan positif et n'avait jamais participé aux séries éliminatoires de la NFL. Il apparaissait néanmoins dans le Top 20 des statistiques principale concernant l'attaque à la passe. Il était considéré comme mieux adapté au jeu de Los Angeles. Les Rams réalisent également une importante acquisition avant le début de saison en échangeant des choix de 2e et 3e tour aux Broncos de Denver contre le linebacker Von Miller (6 sélections au Pro Bowl). De plus, quelques semaines plus tard, la franchise signe lors de la free agency, le wide receiver Odell Beckham Jr. (3 sélections au Pro Bowl) libéré par les Browns de Cleveland.
Au terme de la saison régulière, l'attaque des Rams est classée 9e de la ligue en nombre de yards (6 325) et 8e à égalité avec les Bengals de Cincinnati au nombre de points inscrits (460).
Stafford réalise sa meilleur saison NFL au nombre de touchdowns inscrits (41), au pourcentage de passes complétées (67,2) et à son évaluation QB (102,9 - sans tenir compte de celle obtenue en 2019 dont sa saison fut raccourcie à la suite d'une blessure) même s'il est le premier quarterback de la ligue au nombre de passes interceptées (17). Il établit également les records de la franchise eu nombre de passes réussies (404) et de yards gagnés à la passe (4 886) et égalise celui au nombre de touchdowns inscrits à la passe.
Le wide receiver Cooper Kupp, désigné joueur offensif NFL de la saison, devient le 4e joueur de l'histoire de la NFL et le 1er depuis 2005 à obtenir la triple couronne en menant les statistiques au nombre de réceptions (145), au nombre de yards gagnés en réceptions (1 947) et au nombre de touchdowns inscrits à la suite d'une réception (16). Les deux premières de ces statistiques sont les deuxièmes meilleurs de l'histoire de la ligue.
Ses deux meilleurs équipiers ont été le wide receiver Van Jefferson (802 yards et 6 touchdowns en réception) et le tight end Tyler Higbee (560 yards en réception). Odell Beckham Jr. quant à lui a compilé 537 yards et 5 touchdowns en réception réussissant à combler l'absence du wide receiver Robert Woods blessé.
Le meilleur coureur de l'équipe a été le running back Sony Michel (845 yards) acquis aux Patriots de la Nouvelle-Angleterre après la blessure aux ligaments du tendon d'Achille de Cam Akers lequel ne revient dans l'effectif que juste avant le début des playoffs,. Le running back Darrell Henderson (en) avait gagné 688 yards à la course avant qu'il ne se blesse en 16e semaine. Quant à la ligne offensive, elle est emmenée par le vétéran Andrew Whitworth (16 saisons NFL) lequel avait été membre des Bengals de Cincinnati au cours de ses 11 premières saisons NFL.
Au niveau de la défense, les Rams sont classés 17e au nombre de yards concédés (5 863) et 15e au nombre de points accordé (372). Les nommés au Pro Bowl étaient  le defensive tackle Aaron Donald (8e sélection, 12½ sacks) et le cornerback Jalen Ramsey (5e sélection, 4 interceptions). Le safety Taylor Rapp (en) a également réussi quatre interceptions, meilleure performance de son équipe avec Jale Ramsey. Les linebackers Leonard Floyd (9½ sacks) et Miller (5 sacks) ont été les compléments idéaux d'Aaron Donald. Le tandem de safety formé par Jordan Fuller (en) (58 tacles en solo, 108 au total) et Taylor Rapp (51 tacles en solo, 81 au total) possèdent les meilleurs statistiques de l'équipe en termes de tacles. Pour pallier la blessure du safety Fuller incapable de disputer les playoffs, les Rams ont signé Eric Weddle (6 sélections au Pro Bowl) lequel était à la retraite depuis deux saisons,.
Au niveau des équipes spéciales, le kicker Pro Bowler Matt Gay mène les statistiques NFL au pourcentage de réussite de field goal (94,1 %).

#### Playoffs
- Match de Wild card : Les Rams battent les Cardinals de l'Arizona, leur rivaux de la division NFC West, sur le score de 34–11, première victoire en play-offs pour Stafford[36] ;
- Tour de division : Après avoir mené 27-3 contre les Buccaneers de Tampa Bay (champions sortants) , les Rams commettent une série de fumble qui permet aux Bucs d'égaliser à 42 secondes de la fin du match. Néanmoins, Stafford gagne 63 yards en deux passes réussies vers Cooper Kupp ce qui permet au kicker Matt Gay d'inscrire le field goal de la victoire (27-24)[37] ;
- Finale de conférence NFC : Les Rams sont opposés à leurs rivaux de la division NFC West les 49ers de San Francisco qui les avaient battus en saison régulière. Le quarterback des 49ers, Jimmy Garoppolo, avait remportés leurs 6 dernières rencontres[38]. Menés 7-17 à l'entame du dernier quart temps, les Rams inscrivent 13 points d'affilée pour mener au score (30-17) à 2 minutes de la fin du match. Lors de la dernière série des 49ers, Aaron Donald met la pression sur le QB Garoppolo lequel tente une passe. Celle-ci est interceptée par le linebacker Travin Howard (en) et donne finalement la victoire à Los Angeles[39].

### Bengals de Cincinnati
Les Bengals de Cincinnati étant considérés comme équipe à domicile, ils ont choisi de jouer avec leur maillot traditionnel noir avec le pantalon blanc,.
Les Bengals de Cincinnati dirigés pour la troisième année consécutive par l'entraîneur Zac Taylor ont terminé la saison régulière 1er de la Division AFC North avec un bilan de 10 victoires pour 7 défaites. Ils participent au troisième Super Bowl de leur histoire après les deux défaites encourues lors du Super Bowl XVI (saison 1981) et le Super Bowl XXIII (saison 1988) contre les 49ers de San Francisco et leur quarterback Joe Montana. La franchise ensuite connait une traversée du désert pendant trois décades. Elle n'avait plus gagné un match de play-offs depuis la saison 1990 (voir tableau ci-dessous).
| Édition                        | Date            | Lieu                                  | Adversaire             | G/P | Score | Quarterback(s) | Entraîneur    |
| ------------------------------ | --------------- | ------------------------------------- | ---------------------- | --- | ----- | -------------- | ------------- |
| Super Bowl XVI (saison 1981)   | 24 janvier 1982 | Pontiac Silverdome, Pontiac, Michigan | 49ers de San Francisco | P   | 21-26 | Ken Anderson   | Forrest Gregg |
| Super Bowl XXIII (saison 1988) | 22 janvier 1988 | Joe Robbie Stadium, Miami, Floride    | 49ers de San Francisco | P   | 16-20 | Boomer Esiason | Sam Wyche     |

Avant le début de la saison 2021, les Bengals étaient considérés comme peu susceptibles de se qualifier pour le Super Bowl. Ils avaient terminé les trois saisons précédentes derniers de leur division et ne s'étaient plus qualifiés pour les play-offs depuis la saison 2015. De plus, la première saison sous les ordres de Taylor (2019) s'était terminée avec le pire bilan de la Ligue soit 2 victoires pour 14 défaites.
Néanmoins, cette saison désastreuse leur permet d'obtenir le tout premier choix de la draft 2020 et ils y sélectionnent le quarterback Joe Burrow, vainqueur du Trophée Heisman,. Burrow affichait de bonnes statistiques en tant que débutant (rookie), mais il n'avait gagné que deux matchs avant sa blessure au genou. Lors de la draft 2021 de la NFL, la franchise sélectionne en 5e choix global le wide receiver Ja'Marr Chase, coéquipier de Burrow à LSU lors de leur victoire au College Football Championship Game 2020. Cette sélection a généré un sentiment mitigé car, bien qu'il ait développé une relation solide avec Burrow à LSU, les analystes estimaient que Cincinnati avait davantage besoin d'un joueur de ligne offensif,,,. Lors de cette draft, la franchise sélectionne également lors du 5e tour le kicker Evan McPherson. En défense, les Bengals signent lors de la free agency, le defensive end Trey Hendrickson lequel sortait d'une saison exceptionnelle avec les Saints de La Nouvelle-Orléans et le tacle défensif Larry Ogunjobi. B. J. Hill (en), un autre tacle défensif, est transféré des Giants de New York,,.
La réunion de Burrow et de Chase ramène le succès chez les Bengals, l'attaque passant de la 29e place en 2020 (bilan de 5 116 yards gagnés et de 311 points inscrits) à la 13e place en 2021 (6 145 yards gagnés et 460 points inscrits),. Au terme de sa première saison complète en NFL, Burrow affiche le meilleur taux de passes réussies (70,4 %) avec une moyenne de yards gagnés par passe atteignant les 8,9 yards. Cependant, il mène aussi la ligue au nombre de sacks subis (51),. Il établit les records de sa franchise avec 4 611 yards gagnés et 34 touchdowns inscrits à la passe sur une saison ainsi que le plus grand nombre de yards gagnés à la passe sur un match (525). Avant le Super Bowl, il se voit décerner le prix NFL du joueur ayant effectué le meilleur retour à la compétition de la saison.
Désigné meilleur joueur offensif débutant (rookie) de l'année, Ja'Maar Chase se classe 4e de la NFL au nombre de yards gagnés en réception (1 455) et 3e au nombre de touchdowns inscrits en réception (13) sur une saison. Ces deux performances le classent 1er de la conférence AFC. Le nombre de yards gagnés en réception par Chase en 2021 a fait de lui le rookie le plus performant de la NFL depuis l'ère des Super Bowls. Il possède également le record NFL de yards gagnés en un match par un rookie (266). Le complément de Chase au poste de wide receiver a été Tee Higgins lequel a compilé 1081 yards en réception, faisant des Bengals une des cinq franchises avec deux joueurs à plus de 1 000 yards gagnés en réception,. Le troisième wide recever Tyler Boyd qui affiche un bilan de 828 yards et 5 touchdowns en réception. Le tight end C. J. Uzomah (en), indisponible la plupart de la saison précédente à la suite d'une rupture des ligaments croisés antérieurs, réalise sa meilleur saison avec des records en carrière au niveau des yards gagnés (493) et des touchdowns inscrits (5) en réception. Le running back Pro Bowler Joe Mixon est classé 3e de la Ligue en nombre de yards gagnés à la course (1 205) et 4e en nombre de touchdowns inscrits à la course (13). Il comptabilise également 314 yards et 3 touchdowns en réception.
La défense de Cincinnati se classe 18e au nombre de yards concédés (5 964) et 17e au nombre de points encaissés (376). Trey Hendrickson se classe 5e de la Ligue au nombre de sacks effectués (14) ce qui lui a valu sa première sélection au Pro Bowl. La ligne défensive est complétée par les tacles défensifs B. J. Hill (5½ sacks et un total de 50 tacles), Ogunjobi (7 sacks et un total de 49 tacles) et le defensive end Sam Hubbard (7½ sacks et un total de 62 tacles). Le linebacker Logan Wilson mène son équipe au nombre d'interceptions (4) et au nombre total de tacles (100) tandis que le safety Jessie Bates III mène son équipe au nombre de tacles en solo (62). Le kicker Evan McPherson, sélectionné dans l'équipe type des rookie 2021 (2021 PFWA All-Rookie Team), a établi les records de la franchise du plus grand nombre de field goals de plus de 50 yards inscrits sur une saison (9) et du plus long field goal inscrit (58 yards).

#### Playoffs
- Match de Wild card : La victoire 26-19 contre les Raiders de Las Vegas est la première en play-offs depuis 1990[67]. Malheureusement, la blessure au pied encourue par Ogunjobi met un terme à sa saison[68]. Cette victoire a été sujette à controverse à la suite d'une passe de Joe Burrow vers Tyler Boyd qui, semblait-il, avait été sifflée morte par un officiel avant que Boyd n'effectue la réception[69].
- Tour de division : Victoire 19-16 contre les Titans du Tennessee, équipe classée no 1 de AFC, à la suite d'un field goal inscrit par le kicker Evan McPherson à la dernière seconde du match. Cette victoire est la première en déplacement lors d'un match de play-offs[70]. Le QB Joe Burrow est plaqué (sack) à neuf reprises lors de ce match égalant le record détenu depuis 1993 par Warren Moon pour un match de play-offs. Il devient ainsi le premier quarterback avec ce record à gagner un match de play-offs[71]. Evan McPherson devient le premier kicker à inscrire au moins 4 field goals au cours de plusieurs match de play-offs de la même saison[72].
- Finale de conférence AFC : Les Bengals sont opposés aux Chiefs de Kansas City, équipe ayant remporté les deux dernière finales de conférence NFC. Menés 3-21 en fin de première mi-temps, ils effectuent une remontée spectaculaire et mènent 24-21 dans le 4e quart temps. Les Chiefs égalisent cependant et le match se joue en prolongation. Les Chiefs gagnent la possession du ballon. Néanmoins, le safety Vonn Bell (en) intercepte une passe du quarterback Patrick Mahomes. Le kicker McPherson inscrit ensuite un field goal de 31 yards donnant la victoire aux Bengals[73]. Le déficit de 18 points remonté par les Bengals égale celui réussit par les Colts d'Indianapolis en 2006. Il est le plus important de l'histoire de la finale de conférence AFC[74].

## Les arbitres
Le Super Bowl LVI est dirigé par sept officiels de champ et deux supplémentaires en studio (révision vidéo des phases de jeu). Comme pour la précédente édition, un ensemble de réservistes est constitué pour chaque poste (à l'exception de l'assistant vidéo). Les nombres entre parenthèses indiquent les numéros de leurs uniformes,.

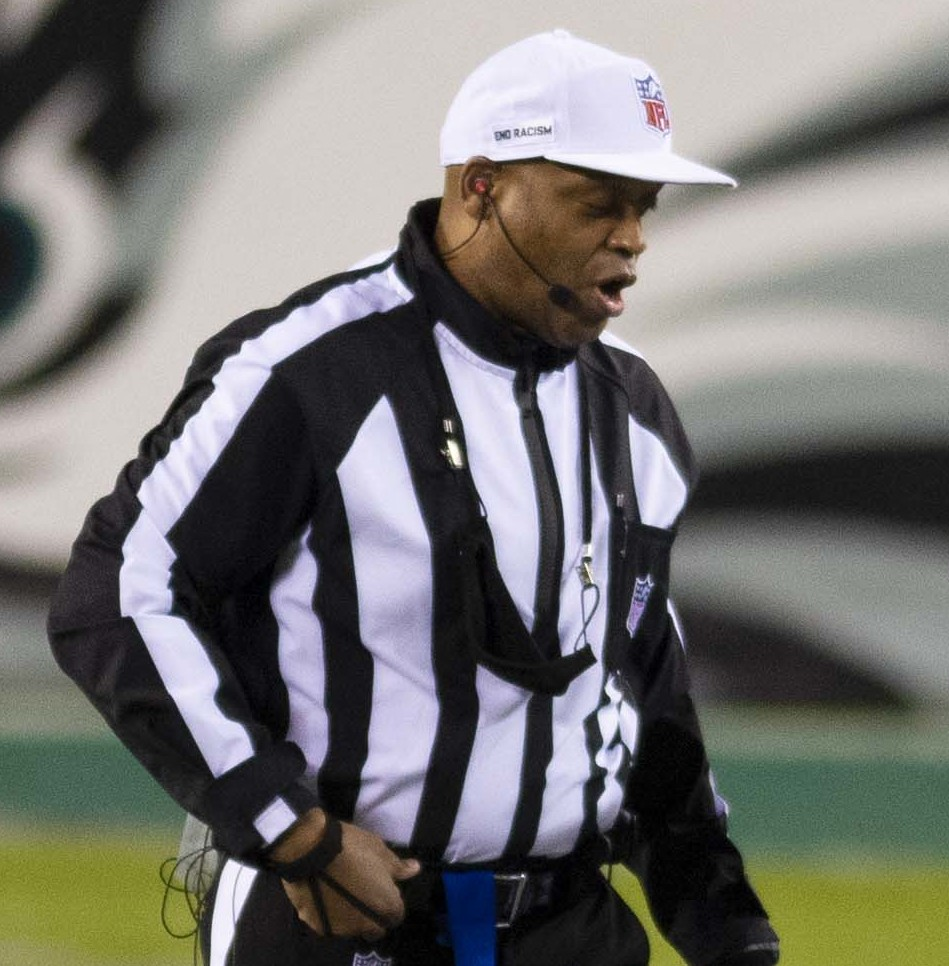
Ronald Torbert, arbitre principal du Super Bowl LVI.

| - Titulaires : - Referee: Ronald Torbert (en) (62) - Umpire: Bryan Neale (92) - Arbitre Down : Derick Bowers (74) - Arbitre Line : Carl Johnson (101) - Arbitre Field : Rick Patterson (15) - Arbitre Side : Keith Washington (7) - Arbitre Back : Scott Helverson (93) - Révision vidéo : Roddy Ames - Assistant à la révision vidéo : Sean McKee |  | - Réservistes : - Referee: Bill Vinovich (en) (52) - Umpire: Paul King (121) - Arbitre Down : Ed Camp (134) - Arbitre Line : Greg Bradley (98) - Arbitre Field : Aaron Santi (50) - Arbitre Side : Jonah Monroe (120) - Arbitre Back : Greg Steed (12) - Révision vidéo : Mark Butterworth |

## Déroulement du match

### Joueurs titulaires

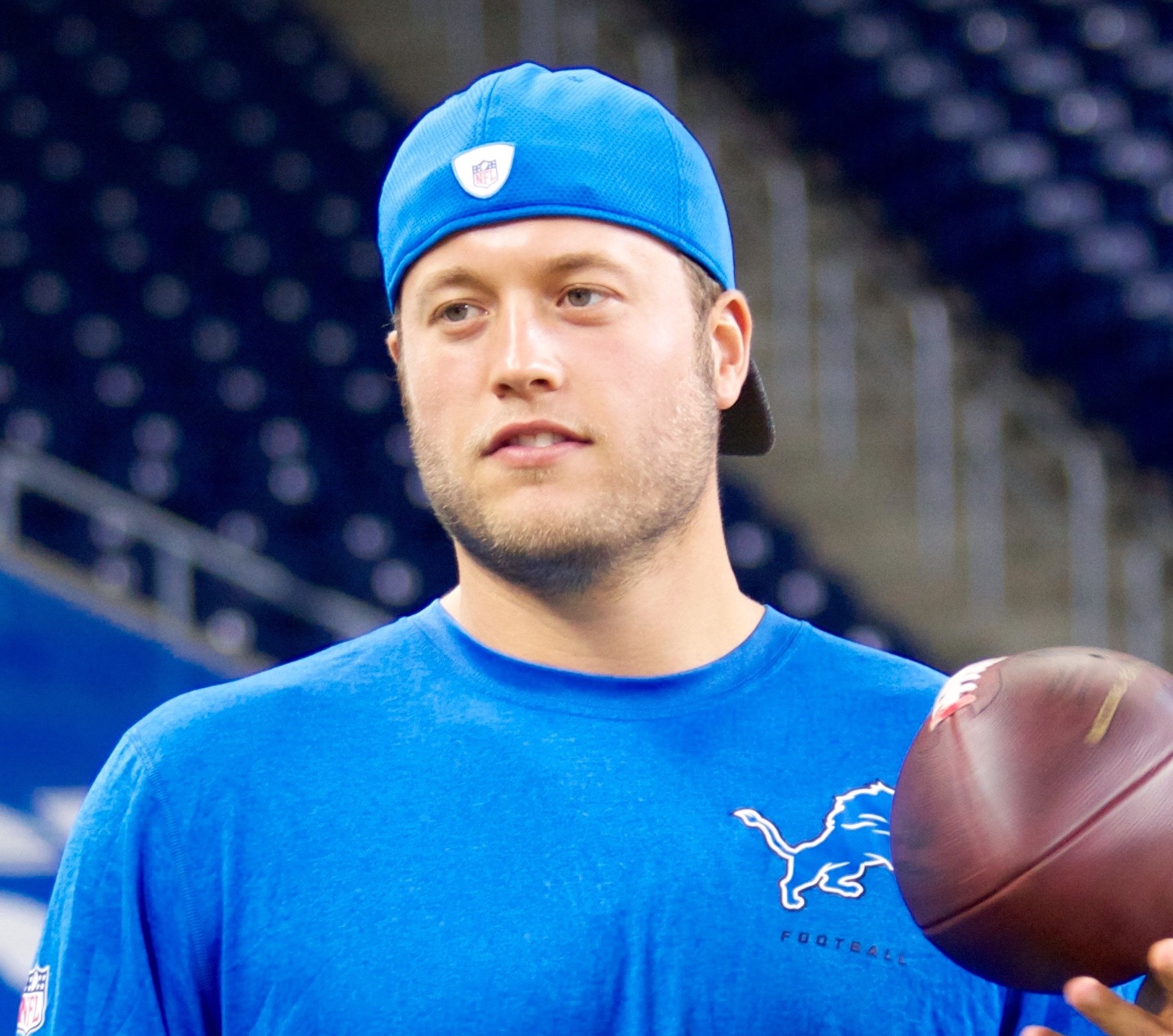
Matthew Stafford, quarterback des Rams.
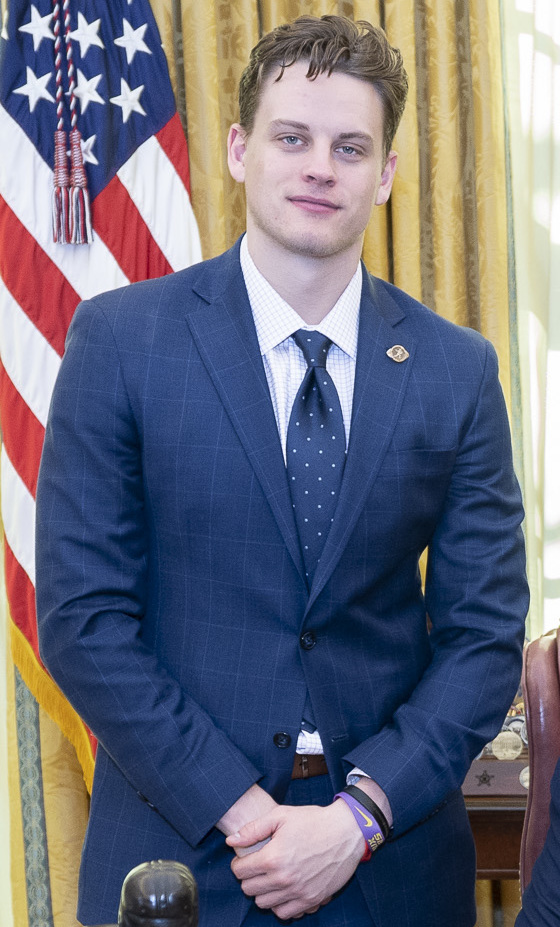
Joe Burrow, quarterback des Bengals.

| LA Rams           | Postes | Postes | Cincinnati     |
| ----------------- | ------ | ------ | -------------- |
| Andrew Whitworth  | LT     | LT     | Jonah Williams |
| David Edwards     | LG     | LG     | Quinton Spain  |
| Brian Allen       | C      | C      | Trey Hopkins   |
| Austin Corbett    | RG     | RG     | Jackson Carman |
| Rob Havenstein    | RT     | RT     | Isaiah Prince  |
| Kendall Blanton   | TE     | TE     | C. J. Uzomah   |
| Matthew Stafford  | QB     | QB     | Joe Burrow     |
| Cam Akers         | RB     | RB     | Joe Mixon      |
| Cooper Kupp       | WR     | WR     | Ja'Marr Chase  |
| Odell Beckham Jr. | WR     | WR     | Tee Higgins    |
| Van Jefferson     | WR     | WR     | Tyler Boyd     |

| LA Rams (Défense 3-4) | Postes | Postes | Cincinnati (Défense 4-3) |
| --------------------- | ------ | ------ | ------------------------ |
| Aaron Donald          | RDE    | RDE    | Trey Hendrickson         |
| A'Shawn Robinson      | LDE    | LDE    | Sam Hubbard              |
| Greg Gaines           | NT     | RT     | B. J. Hill               |
| Leonard Floyd         | LB     | LT     | D. J. Reader             |
| Ernest Jones          | LB     | LB     | Logan Wilson             |
| Troy Reeder           | LB     | LB     | Germaine Pratt           |
| Von Miller            | LB     | LB     | Markus Bailey            |
| Jalen Ramsey          | RCB    | RCB    | Chidobe Awuzie           |
| Darious Williams      | LCB    | LCB    | Eli Apple                |
| Eric Weddle           | FS     | FS     | Jessie Bates III         |
| Nick Scott            | SS     | SS     | Vonn Bell                |

| LA Rams       | Postes | Postes | Cincinnati     |
| ------------- | ------ | ------ | -------------- |
| Matt Gay      | K      | K      | Evan McPherson |
| Johnny Hekker | P      | P      | Kevin Huber    |

### Évolution du score
| Quart-temps :               | 1 | 2 | 3  | 4 | Total |
| --------------------------- | - | - | -- | - | ----- |
| Rams de Los Angeles (NFC)   | 7 | 6 | 03 | 7 | 23    |
| Bengals de Cincinnati (AFC) | 3 | 7 | 10 | 0 | 20    |

| QT            | Temps         | Drive         | Drive         | Drive         | Équipe        | Description de l'action                                                                                     | Score | Score   |
| ------------- | ------------- | ------------- | ------------- | ------------- | ------------- | --- | ----- | ------- |
| QT            | Temps         | Jeux          | Yards         | TDP           | Équipe        | Description de l'action                                                                                     | Rams  | Bengals |
| 1             | 06:22         | 6             | 50            | 03:35         | Rams          | Touchdown de 17 yards par Odell Beckham Jr., passe de Matthew Stafford (conversion d'un point par Matt Gay) | 7     | 0       |
| 1             | 00:31         | 6             | 59            | 01:41         | Bengals       | Field goal de 29 yards par Evan McPherson                                                                   | 7     | 3       |
|               |               |               |               |               |               | |       |         |
| 2             | 12:51         | 6             | 75            | 02:37         | Rams          | Touchdown de 11 yards par Cooper Kupp, passe de Matthew Stafford (conversion de 2 points manquée)           | 13    | 3       |
| 2             | 05:47         | 12            | 75            | 07:04         | Bengals       | Touchdown de 6 yards par Tee Higgins, passe de Joe Mixon (conversion d'un point par Evan McPherson)         | 13    | 10      |
|               |               |               |               |               |               | |       |         |
| 3             | 14:48         | 1             | 75            | 00:12         | Bengals       | Touchdown de 75 yards par Tee Higgins, passe de Joe Burrow (conversion d'un point par Evan McPherson)       | 13    | 17      |
| 3             | 10:19         | 8             | 11            | 04:23         | Bengals       | Field goal de 38 yards par Evan McPherson                                                                   | 13    | 20      |
| 3             | 05:58         | 10            | 52            | 04:17         | Rams          | Field goal de 41 yards par Matt Gay                                                                         | 16    | 20      |
|               |               |               |               |               |               | |       |         |
| 4             | 01:29         | 15            | 79            | 04:44         | Rams          | Touchdown de 1 yard par Cooper Kupp, passe de Matthew Stafford (conversion d'un point par Matt Gay)         | 23    | 20      |
| Score final : | Score final : | Score final : | Score final : | Score final : | Score final : | Score final :                                                                                               | 23    | 20      |

### Résumé
Cincinnati remporte le toss mais décide de débuter la 2e période avec la possession du ballon. Les deux premières séries ne donnent rien et une tentative de 4e down à la passe par Joe Burrow (QB) échouant, les Rams récupèrent le ballon sur leur 49 yards. Ils ouvrent le score par Oldell Beckham Jr. (WR) qui réceptionne dans l'end-zone un ballon lancé sur 17 yards par le quarterback Matthew Stafford (7-0). Après deux séries improductives, les Bengals débutent leur drive sur leur 30 yards. Lors du deuxième jeu, Burrow réussit une passe de 46 yards vers Ja'Marr Chase (WR) les plaçant sur la ligne des 11 yards adverses. Burrow effectue trois passes incomplètes et les Bengals réduisent le score par un field goal du kicker Evan McPherson (3-7). Les Rams terminent le 1er quart temps sur leurs 24 yards après une course négative du running back Cam Akers.
Dès le début du 2e quart temps, après un échec de passe de Stafford vers Cooper Kupp (WR), les Rams enchainent avec une réception de 35 yards par Beckham Jr. et une seconde de 25 yards par Darrell Henderson (RB). Se retrouvant en red-zone sur les 16 yards de Cincinnati, les Rams progressent de 5 yards par une course d'Henderson avant que Kupp n'inscrivent un touchdown à la suite d'une passe de 11 yards de Stafford. La tentative de conversion à un point échoue, le punter Johnny Hekker réceptionnant mal le snap et lançant le ballon qui est finalement intercepté par le linebacker Germaine Pratt (13-3). Sur la série suivante, les Bengals gagnent 75 yards en 14 actions, Burrow réussissant ses 5 passes pour un gain cumulé de 38 yards et Joe Mixon (RB) gagnant 26 yards en 6 courses. Sur le dernier jeu, Mixon reçoit le ballon par une passe arrière de Burrow. Il le lance vers Tee Higgins (WR) qui inscrit un touchdown de 6 yards (10-13). Au cours de la série suivante, Odell Beckham Jr. se blesse au genou et doit quitter définitivement le terrain. Une tentative de passe profonde de Stafford est interceptée par le safety Jessie Bates. Les Bengals se retrouvent en possession du ballon sur leurs 10 yards mais n'en profitent pas et rendent rapidement le ballon à 42 secondes de la fin du match. Les Rams ne font pas mieux et la mi-temps se clôture lorsque Burrow met un genou à terre (Rams, 13-10).
Cincinnati va mener au score pour la première fois du match après le premier jeu de la 2e mi-temps, Burrow lançant le ballon profondément le long de la touche vers Tee Higgins. Juste avant de réceptionner le ballon, ce dernier profite d'une chute du defensive back Jalen Ramsey . Il file vers l'en-but inscrivant un touchdown de 75 yards. Bien que les images vidéos montrent clairement Higgins agrippant la grille du casque de Ramsey, aucune pénalité n'est sifflée et le touchdown est accordé (Bengals, 17-13). Les choses vont vite empirer pour les Rams puisque, lors du premier jeu de la série suivante, une passe de Stafford non captée par son receveur Ben Skowronek est interceptée par le defensive back Chidobe Awuzie sur la ligne des 32 yards des Rams. Cincinnati doit néanmoins se contenter d'un nouveau field goal de 38 yards d'Evan McPherson (Bengals, 20-13). La série suivante des Rams comporte 11 jeux pour un gain cumulé de 52 yards, Stafford réussissant 4 de ses 5 passes. Elle se termine par un field goal de 41 yards réussi par le kicker Matt Gay à 06:02 minutes de la fin du 3e quart temps (Rams, 16-20). Les punts s'enchainent et le quart temps s'achève après un gain de 5 yards à la course de Cam Akers (RB) qui positione les Rams sur les 47 yards adverses.
Les Rams rendent néanmoins le ballon aux Bengals en début de 4e quart. Le jeu devient haché et les équipes se renvoient le ballon sans réellement bien progresser. Les Rams débutent alors une série sur leurs 21 yards et se retrouvent rapidement avec  une « 4e tentative et 1 » qu'ils réussissent grâce à une course de Cooper Kupp. Ils se retrouvent dans le terrain adverse trois jeux plus tard. Mieux, ils arrivent rapidement sur les 24 yards adverses à la suite d'une passe de 22 yards vers Kupp. Ils entrent ensuite dans la red zone à nouveau grâce à une passe de 8 yards vers Kupp. Après le temps mort automatique des 2 minutes, Stafford rate trois passes consécutives mais une faute (holding) commise par le linebacker Logan Wilson redonne aux Rams une 1re tentative. Un touchdown est annulé à la suite de pénalités sifflées à charge des deux équipes. Le defensive back des Bengals, Eli Apple, commet alors une passe d'interférence qui permet aux Rams de se retrouver à 1 yard de l'en-but. Deux jeux plus tard, Stafford trouve à nouveau Cooper Kupp qui inscrit le touchdown permettant aux Rams de mener 23-20 à 1:25 de la fin du temps règlementaire. Les Bengals débutent leur série sur leurs 25 yards. Ils gagnent rapidement 26 yards (passe de 17 yards de Burrow vers Chase et passe de 9 yards vers Boyd). Après une passe incomplète, les hommes de ligne Aaron Donald et Greg Gaines neutralisent le running back Samaje Perine qui ne gagne pas de terrain. Les Bengals se trouvent en « 4e tentative et 1 » et décident de jouer une action à la passe. Burrow est néanmoins agrippé par Donald qui tente de l'emmener au sol. Une passe désespérée et trop courte de Burrow vers Perine rend définitivement la possession du ballon aux Rams qui feront tourner l'horloge pour remporter le match.
Le wide receiver Cooper Kupp est désigné MVP (Most Valuable Player) du Super Bowl LVI.
Matthew Stafford a réussi 26/40 passes pour un gain cumulé de 283 yards et 3 touchdowns malgré 2 interceptions. Cooper Kupp a été sa cible favorite, avec 8 réceptions pour 92 yards et 2 touchdowns auxquels il faut ajouter une course de 7 yards. Le defensive lineman Aaron Donald et le linebacker Von Miller ont tous deux effectué 7 sacks sur le match.
Burrow a réussi 22/33 passes pour un gain cumulé de 263 yards et 1 touchdown. Tee Higgins a été sa cible favorite avec 4 réceptions pour un gain de 100 yards et 2 touchdowns. Ja'Marr Chase a effectué 5 réceptions pour un gain cumulé de 89 yards. Avec 72 yards, Joe Mixon est celui qui a gagné le plus de yards à la course lors du match. Il a également effectué 5 réceptions pour un gain minime de 1 yard et a réussi une passe de touchdown.

### Statistiques
| Nom         | Poste | Équipe              |
| ----------- | ----- | ------------------- |
| Cooper Kupp | WR    | Rams de Los Angeles |

| Statistiques                           | LAR                                                    | CIN                                                  |
| -------------------------------------- | ------------------------------------------------------ | ---------------------------------------------------- |
| 1er down                               | 18                                                     | 15                                                   |
| 1er down à la course                   | 2                                                      | 5                                                    |
| 1er down à la passe                    | 14                                                     | 10                                                   |
| 1er down suite pénalité                | 2                                                      | 0                                                    |
| Conversion de 3e down                  | 6/15                                                   | 3/14                                                 |
| Conversion de 4e down                  | 1/1                                                    | 1/3                                                  |
| Jeux–yards                             | 66 jeux pour 313 yards                                 | 61 jeux pour 305 yards                               |
| Yards à la course                      | 23 courses pour 43 yards (moyenne de 1,9 yards/course) | 20 courses pour 79 yards (moyenne de 4 yards/course) |
| Yards à la passe                       | 270                                                    | 226                                                  |
| Passes : Réussies-Tentées-Interceptées | 26/41 passes complétées, 2 interceptions               | 23/34 passes complétées, 0 interception              |
| Réussite en zone rouge/chances         | 3/3                                                    | 1/3                                                  |
| TD                                     | 3 (à la passe)                                         | 2 (à la passe)                                       |
| Field Goals                            | 1/1                                                    | 2/2                                                  |
| Sacks (Nombre-Yards)                   | 7 sacks effectués pour 43 yards adverses perdus        | 2 sacks effectués pour 13 yards adverses perdus      |
| Fumbles (Nombre/Perdus)                | 0/0                                                    | 0/0                                                  |
| Pénalités (Nombre/Yards perdus)        | 2 pour 10 yards perdus                                 | 4 pour 31 yards perdus                               |
| Temps de possession                    | 30:47                                                  | 29:13                                                |

| Quarterback       |            |      |      |       |        |
| Joueur            | Tent/Réus. | Yds  | TD   | Int.  | Év.    |
| Matthew Stafford  | 26/40      | 283  | 3    | 2     | 89,9   |
| Coureurs          |            |      |      |       |        |
| Joueur            | Nbr.       | Yds  | TD   | Long. | Moy.   |
| Cam Akers         | 13         | 21   | 0    | 8     | 1,6    |
| Darrell Henderson | 4          | 7    | 0    | 5     | 1,8    |
| Cooper Kupp       | 1          | 7    | 0    | 7     | 7      |
| Matthew Stafford  | 3          | 6    | 0    | 7     | 2      |
| Sony Michel       | 2          | 2    | 0    | 3     | 1      |
| Receveurs         |            |      |      |       |        |
| Joueur            | Nbr.       | Yds  | TD   | Long. | Target |
| Cooper Kupp       | 8          | 92   | 2    | 22    | 10     |
| Brycen Hopkins    | 4          | 47   | 0    | 16    | 4      |
| Van Jefferson     | 4          | 23   | 0    | 13    | 8      |
| Darrell Henderson | 3          | 43   | 0    | 25    | 5      |
| Cam Akers         | 3          | 14   | 0    | 7     | 4      |
| Odell Beckham Jr. | 2          | 52   | 1    | 35    | 3      |
| Ben Skowronek     | 2          | 12   | 0    | 7     | 5      |
| Défenseurs        |            |      |      |       |        |
| Joueur            | Nbr. T     | Solo | Sack | TFL   | P.D.   |
| Darious Williams  | 8          | 3    | 0    | 0     | 1      |
| Ernest Jones      | 7          | 6    | 1    | 2     | 1      |
| Taylor Rapp       | 7          | 4    | 0    | 0     | 0      |
| A'Shawn Robinson  | 6          | 5    | 1    | 1     | 0      |
| Leonard Floyd     | 5          | 4    | 1    | 1     | 0      |

| Quarterback    |            |      |      |       |        |
| Joueur         | Tent/Réus. | Yds  | TD   | Int.  | Év.    |
| Joe Burrow     | 22/33      | 263  | 1    | 0     | 100,9  |
| Coureurs       |            |      |      |       |        |
| Joueur         | Nbr.       | Yds  | TD   | Long. | Moy.   |
| Joe Mixon      | 15         | 72   | 0    | 14    | 4,8    |
| Ja'Marr Chase  | 1          | 4    | 0    | 4     | 4      |
| Joe Burrow     | 2          | 3    | 0    | 4     | 1,5    |
| Samaje Perine  | 2          | 0    | 0    | 0     | 0      |
| Receveurs      |            |      |      |       |        |
| Joueur         | Nbr.       | Yds  | TD   | Long. | Target |
| Ja'Marr Chase  | 5          | 89   | 0    | 46    | 8      |
| Tyler Boyd     | 5          | 48   | 0    | 16    | 6      |
| Joe Mixon      | 5          | 1    | 0    | 4     | 6      |
| Tee Higgins    | 4          | 100  | 2    | 75    | 7      |
| C. J. Uzomah   | 2          | 11   | 0    | 6     | 2      |
| Michael Thomas | 1          | 17   | 0    | 17    | 1      |
| Défenseurs     |            |      |      |       |        |
| Joueur         | Nbr. T     | Solo | Sack | TFL   | P.D.   |
| Logan Wilson   | 9          | 8    | 0    | 3     | 1      |
| Sam Hubbard    | 8          | 5    | 0    | 2     | 0      |
| Germaine Pratt | 8          | 5    | 0    | 0     | 0      |
| Vonn Bell      | 7          | 5    | 0    | 1     | 0      |

## Spectacle de la mi-temps

### Contexte
Le 30 septembre 2021, Pepsi et Roc Nation annoncent que Dr. Dre, Snoop Dogg, Eminem, Mary J. Blige, et Kendrick Lamar assureront la mi-temps. A noter que Mary J. Blige avait déjà participé à la mi-temps du Super Bowl XXXV (en 2001),. C'est la première fois que des artistes du rap sont têtes d'affiche de la mi-temps du Super Bowl, d'autant plus que ces cinq vedettes ont été rejointes sur scène par deux autres ténors du rap américain : 50 Cent et Anderson .Paak et que les rappeurs sourds Sean Forbes et Warren Snipe (en) se sont chargés d'une traduction du spectacle en langue des signes américaine.
Le spectacle a été produit par Jesse Collins et Roc Nation et réalisé par Hamish Hamilton ce dernier étant à la réalisation des Super Bowl depuis 20 ans.

### Réactions
Cette mi-temps a reçu les éloges des critiques tout autour du monde. Aux États-Unis, le magazine Rolling Stone le classe comme quatrième meilleure mi-temps de l'histoire du Super Bowl, derrière celle de Beyoncé. En Angleterre, BBC News estime que « jamais personne n'oubliera Dr. Dre ». De même, le quotidien The Guardian a attribué cinq étoiles sur cinq au spectacle. En Espagne, El País évoque une « incroyable » mi-temps.
Les différents médias ont aussi remarqué les différents actes de militantisme plus ou moins cachés dans la performance, avec en particulier, le genou à terre d'Eminem à la fin de « Lose Yourself » qui n'aurait pas été validé par la NFL.

### Conséquences commerciales
Le spectacle a été vu en direct par 103,4 millions de personnes, soit 7 % de plus que l'an passé. C'est un peu plus que les 101,1 millions de personnes qui ont regardé le match.
Après le spectacle, le nombre d'écoutes des musiques de Dr. Dre a bondi de 185 % sur Spotify. De même, le nombre d'écoute de « No More Drama » par Mary J. Blige a augmenté de 520 % et celui de « Alright » de Kendrick Lamar de 250 %. Le lendemain, « Lose Yourself » est dans les dix chansons les plus écoutées sur Spotify (pour la première fois depuis sa sortie en 2002).

### Liste des musiques jouées
1. « The Next Episode » (Dr. Dre et Snoop Dogg)
2. « California Love » (Dr. Dre et Snoop Dogg)
3. « In da Club » (50 Cent)
4. « Family Affair » (Mary J. Blige)
5. « No More Drama » (Mary J. Blige)
6. « M.A.A.D City » (Kendrick Lamar)
7. « Alright » (Kendrick Lamar)
8. « Forgot About Dre » (Eminem et Kendrick Lamar)
9. « Lose Yourself » (Eminem avec Anderson .Paak à la batterie)
10. « I Ain't Mad at Cha » (instrumental) (Dr. Dre)
11. « Still D.R.E. » (Dr. Dre, Snoop Dogg, Eminem, Mary J. Blige, Kendrick Lamar, et 50 Cent)